# Zwei Herzen und ein Schlag
Zwei Herzen und ein Schlag è un film del 1932 diretto da Wilhelm Thiele.

## Produzione
Il film fu prodotto da Erich Pommer per l'Universum Film (UFA). Venne girato negli Ufa-Atelier di Neubabelsberg dal 25 novembre 1931 al 9 gennaio 1932.

## Distribuzione
Distribuito dall'Universum Film (UFA), uscì nelle sale cinematografiche tedesche nel 1932, presentato in prima al Gloria-Palast di Berlino il 19 febbraio. In Finlandia, il film uscì il 4 aprile e in Danimarca il 22 aprile dello stesso anno. Negli Stati Uniti, distribuito dalla Protex Pictures Corporation, il film venne proiettato a New York l'8 settembre 1932 in una versione senza sottotitoli con il titolo inglese Two Hearts Beat as.